# Доња Перјасица
Доња Перјасица је насељено мјесто у општини Бариловић, на Кордуну, у Карловачкој жупанији, Република Хрватска.

## Историја
Доња Перјасица се од распада Југославије до августа 1995. године налазила у Републици Српској Крајини. До територијалне реорганизације у Хрватској насеље се налазило у саставу бивше општине Дуга Реса.

## Становништво
Према попису становништва из 2011. године, насеље Доња Перјасица је имало 14 становника.
| Националност       | 1991. | 1981. | 1971. | 1961. |
| Срби               | 51    | 100   | 121   | 159   |
| Хрвати             | 1     | 1     | 3     | 2     |
| Југословени        |       | 6     | 4     |       |
| остали и непознато | 1     | 3     |       |       |
| Укупно             | 53    | 110   | 128   | 161   |

| Демографија | Демографија | Демографија |
| Година      | Становника  | Становника  |
| ----------- | ----------- | ----------- |
| 1961.       | 161         |             |
| 1971.       | 128         |             |
| 1981.       | 110         |             |
| 1991.       | 53          |             |
| 2001.       | 14          |             |
| 2011.       |             | 14          |